# Brussílovka
Brussílovka (en rus: Брусиловка) és un poble (un possiólok) del krai de Stàvropol, a Rússia, que en el cens del 2010 tenia 6 habitants. Pertany al districte rural de Zelenokumsk.